# Metro van Sofia
De Metro van Sofia (Bulgaars: Софийско метро, Sofiysko metro) is een metronetwerk in de Bulgaarse hoofdstad Sofia.

## Geschiedenis
Al in de jaren 60 waren er plannen om in Sofia een metrolijn aan te leggen. Door gebrek aan ervaring in het bouwen van tunnels onder een oude, kwetsbare stad door, duurde het tot 1982 voor de eerste stations en een kort stuk tunnel werden gebouwd.
Pas op 28 januari 1998 gingen de eerste metro's rijden op het traject Slivnitsa - Konstantin Velitsjkov. Dit eerste traject was 6,5 kilometer lang. Aan M1 werden jaar na jaar korte trajecten toegevoegd, met uitbreidingen in 1999, 2000, 2005, 2009 en 2015. 
De bouw van lijn 2 werd aangevat in 2008, met forse bijdragen van de Europese Unie. De lijn werd in 2012 in gebruik genomen. In 2015 werd een verlenging tot de Luchthaven van Sofia afgewerkt.
Op 26 augustus 2020 werd een eerste sectie van lijn M3 in gebruik genomen, na vier jaar bouwwerken.  Het traject van Hadzhi Dimitar tot Krasno Selo beslaat 4 km ontsloten met 8 metrostations. Diezelfde dag werd M2 ook ontdubbeld in twee lijnen.  M2 bleef een stadslijn, de verbinding met de luchthaven werd M4.

## Routes
Er zijn vier metrolijnen in de stad. Lijn M1 rijdt van Slivnitsa tot Business Park. Lijn M2 rijdt van Obelya tot Vitosha en stopt bij de halte Serdika, het metroknooppunt. Bij de haltes Iskarsko Shose, Sofia Centraal en Obelya is er tevens een treinstation. Lijn M3 verbindt Hadzhi Dimitar met Krasno Selo. Lijn M4 verbindt de luchthaven van Sofia met Obelya, een belangrijk deel van het traject deelt M4 met M1.